# Odontopera paraplesia
Odontopera paraplesia là một loài bướm đêm trong họ Geometridae.